# Anne-Louise Bosmans
Anne-Louise Bosmans (født 1978 i Fredensborg) er en dansk forfatter og digter, uddannet på Forfatterskolen 1999-2001, redaktør af Ildfisken 2006-07. Bosmans er bosat i Bruxelles. Bosmans debuterede i 2002 med Punkter, poler og par, der blev fulgt op med Villa i 2007, der som i en drømmeagtig og uvirkelig stemning skildrer den belgiske maler Fernand Khnopffs symbolistiske værk og tænkning.
I 2018 udgav Bosmans Bruxelles, der arbejder med temaer som fremmedhed, familie og den angst, som terrorangrebene i Bruxelles 2016 skabte i byen. Bruxelles blev udvalgt af Statens Kunstfond som en af 2018's 10 bedste skønlitterære udgivelser.

## Udgivelser
- Punkter, poler og par, Borgen, 2002 (digte)
- Villa, Borgen, 2007 (digte)
- Vi er amøber, Anblik, 2009 (digte)
- Bruxelles, Antipyrine, 2018 (digte)
- Autor Chap 1, Bosmans m.fl., ÖVRIGT, 2018 (poetik)

## Hæder
- 2008 – Statens Kunstfonds treårige arbejdsstipendium
- 2018 – Morten Nielsens Mindelegat for Bruxelles
- 2018 – Præmiering fra Statens Kunstfond for Bruxelles